# Baía de Acrotíri

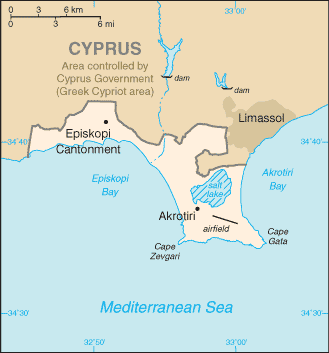
A baía de Acrotíri fica na costa sul do Chipre, a sudoeste da cidade de Limassol

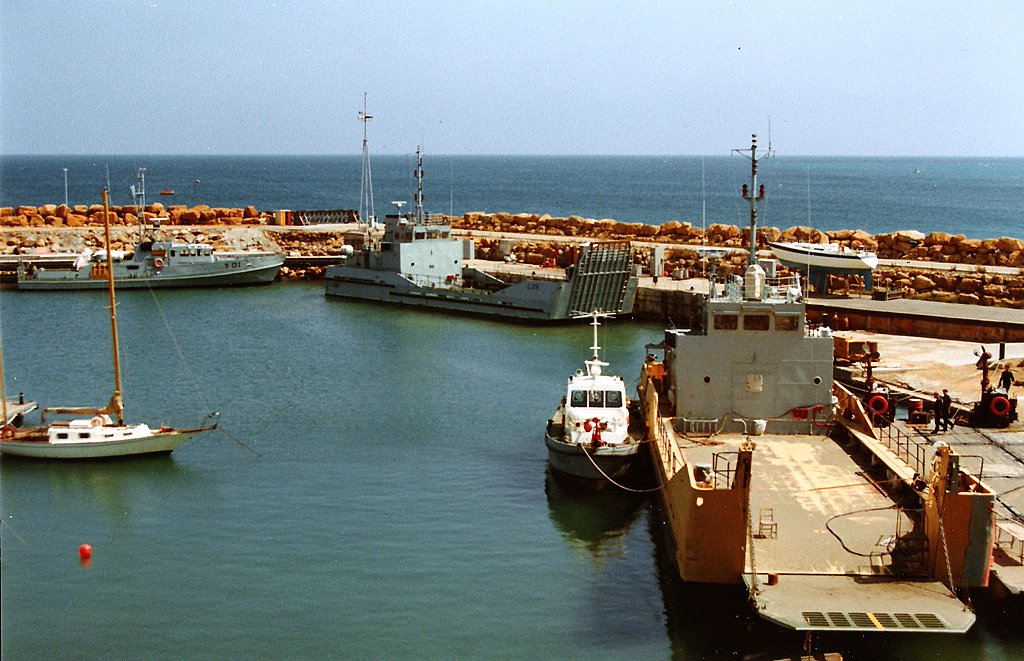
Porto na baía de Acrotíri

A baía de Acrotíri (em grego: Κόλπος Ακρωτηρίου; romaniz.: Kólpos Akrotiríou; em turco: Limasol Körfezi) é uma baía na costa sul da ilha de Chipre, parte do mar Mediterrâneo, a leste da península de Acrotíri. A cidade de Limassol localiza-se nesta baía. O extremo sul da baía é o cabo Gata.
A base militar britânica de Acrotíri, uma das Bases Britânicas Soberanas localizadas na ilha de Chipre, fica a oeste desta baía.